# American Missionary Association

L'American Missionary Association (AMA) est une organisation missionnaire protestante américaine fondée le 3 septembre 1846 à Albany, dans l'État de New York. Ses principaux objectifs sont l'abolition de l'esclavage, l'éducation des Afro-Américains, la promotion de l'égalité raciale et la diffusion des valeurs chrétiennes.
L'AMA joue un rôle important au cours de plusieurs événements et mouvements historiques majeurs, notamment la guerre de Sécession, pour la reconstruction et le mouvement des droits civiques. L'association est principalement parrainée par les églises congrégationalistes de Nouvelle-Angleterre. Ses membres et ses dirigeants ont dès le début compté des noirs et des blancs.

## Historique
Dans les années 1850, l'AMA a contribué au fonctionnement du chemin de fer clandestin (Underground Railway) pour permettre aux hommes et  aux femmes fuyant l'esclavage dans le Sud d'atteindre les états du Nord (où l'esclavage était déjà aboli). À partir de 1861, elle a ouvert des camps dans le Sud pour recueillir les anciens esclaves sans abri. Pendant et après la reconstruction, elle a joué un rôle majeur dans la promotion de l'éducation des Noirs dans le Sud en créant de nombreuses écoles et collèges et en finançant les enseignants. Elle a créé et soutenu l'Université d'Atlanta (en), l'institut Hampton, l'Université Fisk, le collège Talladega, le collège Tougaloo, le collège Straight (aujourd'hui Université Dillard), le collège Tillotson (aujourd'hui Huston-Tillotson) et le collège LeMoyne (aujourd'hui LeMoyne Owen). Au total, l'AMA a fondé onze collèges et plus de cinq cents écoles pour les affranchis du Sud pendant et après la guerre de Sécession. Elle a dépensé plus d'argent à cette fin que le gouvernement fédéral. Elle a contribué à la création d'églises et d'organisations civiques noires. Ses enseignants et ses travailleurs ont été la cible de groupes de défense de la suprématie blanche tels que le Ku Klux Klan,. En dehors du Sud, elle a également encouragé la création d'écoles pour les Amérindiens et les immigrés. L'AMA a continué à jouer un rôle dans le mouvement des droits civiques au XXe siècle, en soutenant le travail d'activistes tels que Martin Luther King et en soutenant le mouvement des droits de l'homme.

## Missions à l'étranger
Si l'AMA s'est fait connaître aux États-Unis pour son opposition à l'esclavage et son soutien à l'éducation des affranchis, elle a également parrainé et entretenu des missions dans de nombreux pays d'outre-mer. L'effort missionnaire du XIXe siècle a été important en Inde, en Chine et en Asie de l'Est. Elle a été fortement soutenue par les églises congrégationalistes et chrétiennes. La plupart de ces congrégations sont devenues membres de l'Église unie du Christ (UCC) à la fin du XXe siècle.

## Fusion avec l'UCC
L'AMA conserve une identité distincte et indépendante jusqu'en 1999, date à laquelle une restructuration de l'UCC l'a fusionnée avec le département « Justice and Witness Ministries » de cette église.

## Sources
Traduit de la page en anglais : American Missionary Association (this version)
- (en-US) « American Missionary Association | American organization », sur Encyclopedia Britannica (consulté le 10 juin 2020)
- (en) Beard, Augustus Field. A Crusade of Brotherhood: A History of the American Missionary Association (1907); the old official history that sings its praises with no analysis. online
- (en) Blanchard, F. Q. "A Quarter Century in the American Missionary Association." Journal of Negro Education (1937): 152-156. online
- (en) Brady, Patricia. "Trials and Tribulations: American Missionary Association Teachers and Black Education in Occupied New Orleans, 1863-1864." Louisiana History 31.1 (1990): 5-20. online
- (en) Clara Merrit DeBoer, His truth is marching on: African Americans who taught the freedmen for the American Missionary Association, 1861-1877, Routledge, 2016.
- (en) Johnson, Charles S. "The American Missionary Association Institute of Race Relations." Journal of Negro Education (1944): 568-574. online
- (en) Johnson, Charles S. "The American Missionary Association Institute of Race Relations." Journal of Negro Education (1944): 568-574. online
- (en) Pearce, Larry Wesley. "The American Missionary Association and the Freedmen in Arkansas, 1863-1878."  Arkansas Historical Quarterly 30.2 (1971): 123-144. online
- (en) Richardson, Joe M. Christian Reconstruction: The American Missionary Association and Southern Blacks, 1861-1890 (University of Alabama Press, 2009). excerpt; The standard history.
- (en) Richardson, Joe M., and Maxine D. Jones. Education for Liberation: The American Missionary Association and African Americans, 1890 to the Civil Rights Movement (University Alabama Press, 2015); for secondary schools.
- (en) Richardson, Joe M. " 'We Are Truly Doing Missionary Work': Letters from American Missionary Association Teachers in Florida, 1864-1874." Florida Historical Quarterly 54.2 (1975): 178-195. online
- (en) Richardson, Joe M. "The Negro in post Civil-War Tennessee: A report by a northern missionary." Journal of Negro Education 34.4 (1965): 419-424. online
- (en) Richardson, Joe M. "Fisk University: The First Critical Years." Tennessee Historical Quarterly 29.1 (1970): 24-41. online
- (en) Vaughn, William Preston. Schools for All: The Blacks and Public Education in the South, 1865–1877 (1974). online
- (en) Weisenfeld, Judith. "'Who is Sufficient For These Things?' Sara G. Stanley and the American Missionary Association, 1864–1868." Church History 60#4 (1991): 493-507. in JSTOR
- (en) Zipf, Karin L. "" Among These American Heathens": Congregationalist Missionaries and African American Evangelicals during Reconstruction, 1865-1878." North Carolina Historical Review 74.2 (1997): 111-134. online